# Groesbeck (Texas)
Groesbeck város az USA Texas államában, Limestone megyében, melynek megyeszékhelye is. Lakosainak száma 3631 fő (2020. április 1.).

## Népesség
A település népességének változása:
| Lakosok száma | 402  | 4328 | 3631 |
|               | 1880 | 2010 | 2020 |